# Christian von Steeb

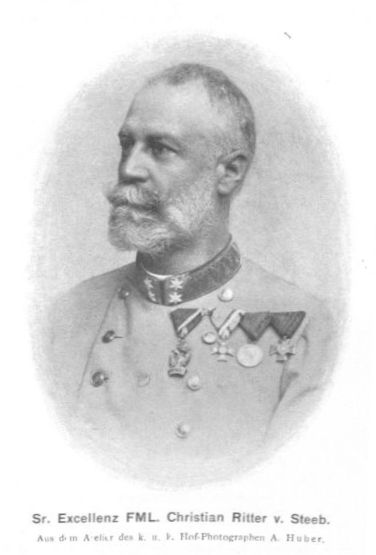
Christian von Steeb um 1900

Christian Freiherr von Steeb (* 11. Mai 1848 in Peterwardein/Pétervárad, Komitat Szerém; † 8. November 1921 auf Schloss Golubovec, Donja Stubica) war ein österreichisch-ungarischer Geodät, k. u. k. Wirklicher Geheimer Rat und General der Infanterie.

## Leben
Seine Eltern waren der k. k. Oberst und Genie-Inspektor für Siebenbürgen Johann Baptist Reichsritter und Edler von Steeb (1802–1874) und Ida Amalia von Steeb geb. Rehm (1817–1897). Die von Johann Baptist von Steeb erneuerte Festung Peterwardein wurde 1848 von ungarischen Revolutionstruppen eingenommen und sein Vater geriet in Gefangenschaft. Seine Mutter konnte dagegen mit ihrem Sohn fliehen und die Pläne der Festung in Sicherheit bringen. Einem Besuch der Genie-Akademie folgte ab 1866 eine Militärkarriere in der Genie-Truppe. 1869 bis 1870 befehligte er beim Bau der I. Wiener Hochquellenleitung jene Sprengungen, bei denen erstmals Dynamit von der Genie-Truppe verwendet wurde. Er wurde als Oberst 1889 zum Kommandanten des Landesbeschreibungsbureaus des Generalstabs ernannt. 1895 bis 1901 war er Direktor des Militär-Geographischen Institutes in Wien. 1897 bis 1900 war er auch Präsident der Österreichischen Geographischen Gesellschaft. Seiner Initiative ist die vierte große Landesaufnahme Österreichs zu verdanken. Aufgrund seiner Verdienste ernannte ihn das Präsidium des Institutes zum Ehrenpräsidenten auf Lebenszeit. 1898 wurde er zum Feldmarschalleutnant befördert. 1901 wurde er Kommandeur der 16. Infanterietruppendivision in Nagyszeben. 1905 wurde er Festungs-Kommandant von Krakau und zeitgleich zum Feldzeugmeister befördert. 1905 zudem noch zum k.u.k. Wirklichen Geheimen Rat ernannt, erhob ihn Kaiser Franz Joseph I. anlässlich seines Gesuches um Versetzung in den Ruhestand in Prag am 19. April 1907 in den kaiserlich österreichischen Freiherrenstand. Am 15. November 1908 erhielt er noch den Rang eines Generals der Infanterie. Christian von Steeb starb 1921 auf Schloss Golubovec im heutigen Kroatien.

## Familie
Christian von Steeb heiratete in Agram 1877 Alice Regina Freiin Rauch de Nyék (1850–1924), Tochter des Freiherrn Levin Rauch de Nyék (1819–1890, Ban von Kroatien und Slawonien) und Donata Antonia Gräfin Sermage de Szomszédvár et Medvedgrád (1826–1913). Sie hatten drei Kinder:
1. Elsa Donata Levina (1878–1965) ⚭ 1905 mit Ernst von Henneberg (1873–1941), k. u. k. Generalmajor
2. Rudolf Alois Géza Maria (1879–1958)
3. Alice Ida Georgina (1879–)

## Auszeichnungen
- Militärverdienstkreuz (1893)
- Kommandeur des Großkreuzes des Osmanje-Ordens (1897)
- Kommandeur des Großkreuzes des kgl. schwedischen Schwert-Ordens (1898)
- Kaiserlich japanischer Orden des Spiegels oder des Heiligen Schatzes I. Klasse (1900)
- Großkreuz des kgl. italienischen Ordens der Krone von Italien (1901)
- Orden der Eisernen Krone II. Klasse (1901)
- Preußischer Roter Adler-Orden I. Klasse (1902)
- Ehrenpräsident der Österreichischen Geographischen Gesellschaft (1906)

## Publikationen
- Der Stereoautograph und die Kartographie, Wien 1911, OCLC 699318082
- Die Kriegskarten, Wien K. K. Militär-Geograph. Inst. 1901, Mittheilungen des k. u. k. militär-geographischen Institutes; Bd. 20 OCLC 934821064